# 北京友谊宾馆
北京友谊宾馆，位于中国北京市海淀区中关村南大街1号，隶属国家机关事务管理局宾馆管理中心。北京友谊宾馆的前身是成立于1954年的西郊招待所，为新中国成立初期接待外宾特别是苏联专家的重要场所。是新中国成立之初建立的最大的花园式宾馆。目前是亚洲最大的园林式酒店。该酒店为第一批中国20世纪建筑遗产项目入选名录中的建筑。
目前，每年全国两会和每次中国共产党全国代表大会召开期间，北京友谊宾馆亦承担上述重要政治会议参会代表的住宿接待工作。

## 简介

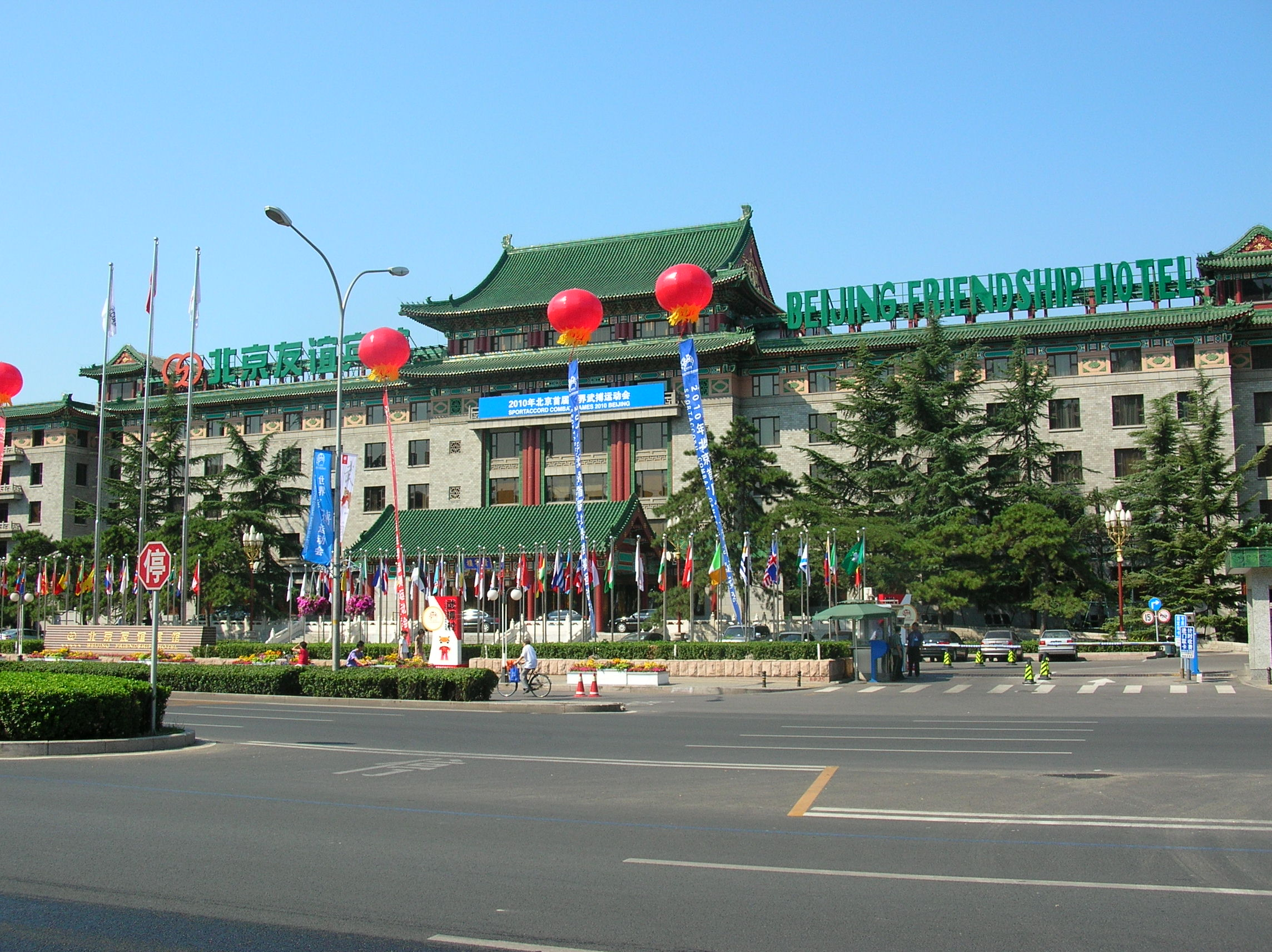
友谊宾馆（2010年）

中华人民共和国初期，为解决在北京的外国专家的居住问题，经周恩来总理指示，1954年9月20日建成了国务院西郊招待所。其建筑由张镈领衔设计。1956年3月9日，更名为北京友谊宾馆:108。1970年，柬埔寨国家元首西哈努克在被解除国家元首职务后开始在华流亡生涯，并在友谊宾馆西北区成立柬埔寨王国民族团结政府。1973年起，友谊宾馆开始接待旅游外宾。改革开放后，逐步走向商业化，对内外宾全面开放。

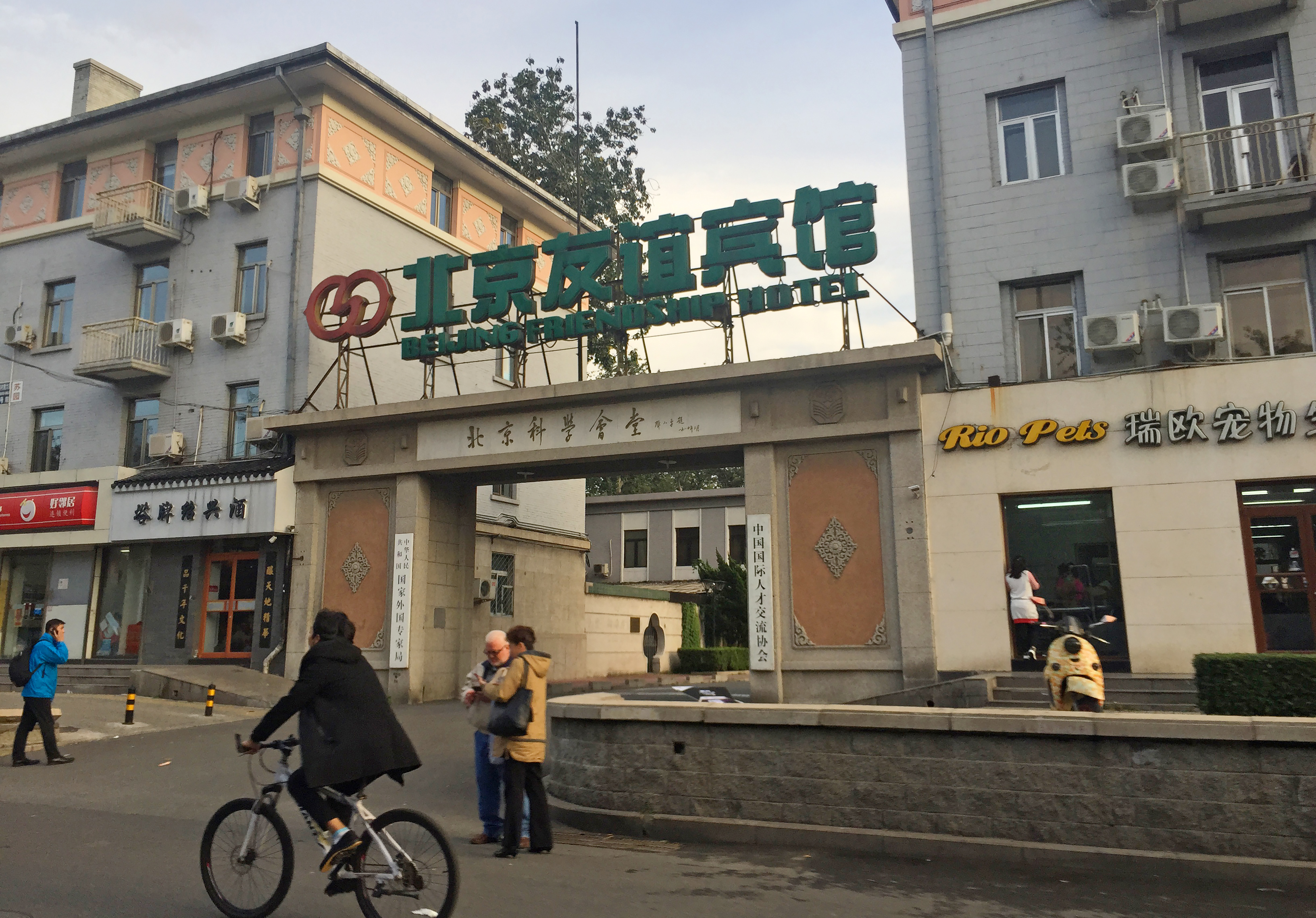
北京友谊宾馆北门，外专局牌子已于2018年撤下，门上的北京友谊宾馆招牌已于2019年撤下

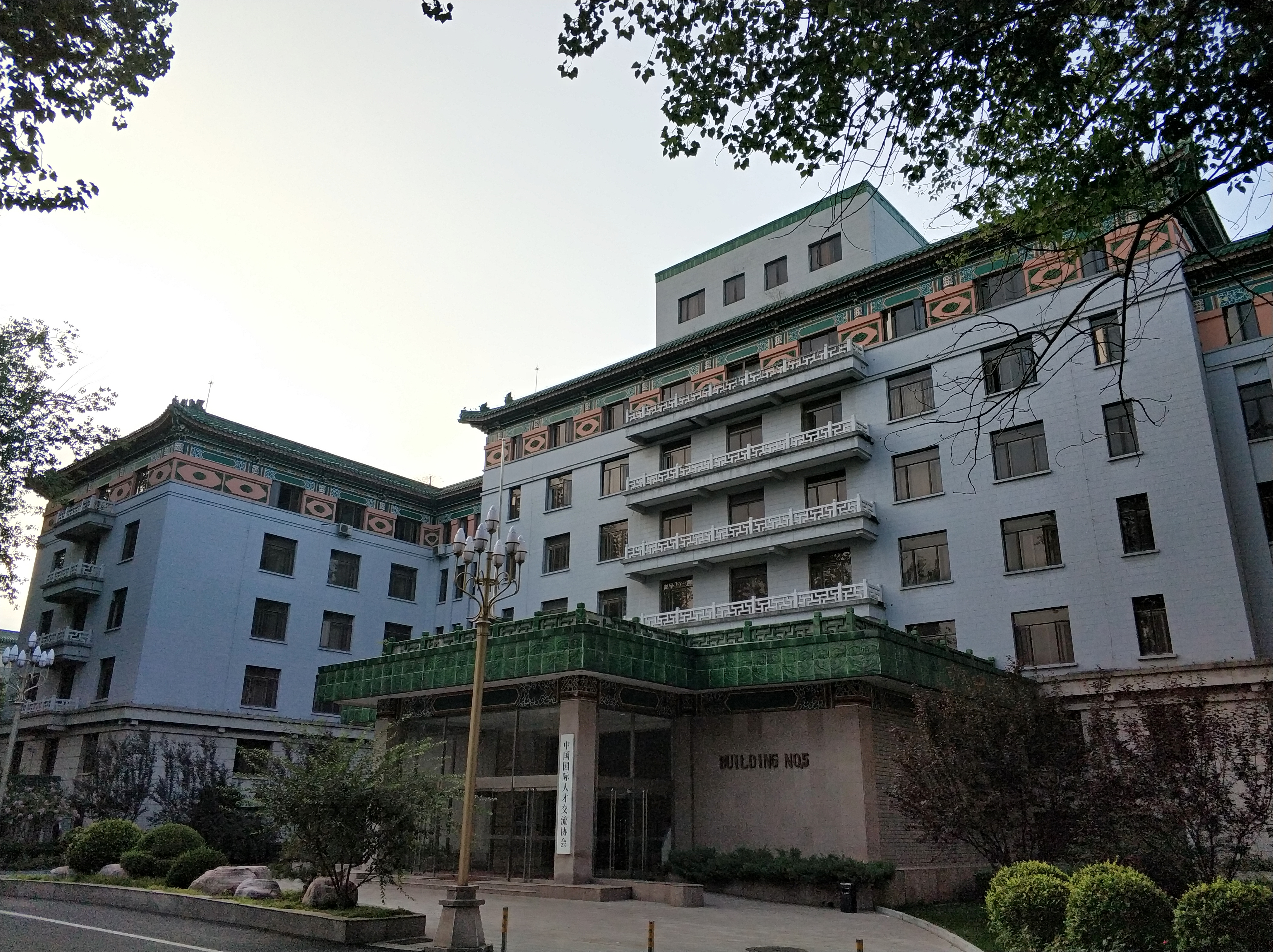
北京友谊宾馆五号楼大门，原国家外国专家局办公所在地

北京友谊宾馆是四星级园林式酒店，占地面积335000平方米，拥有15座建筑。友谊宾馆贵宾楼为五星级酒店。北京友谊宾馆的建筑被列入中国20世纪建筑遗产名录。
北京友谊宾馆曾接待过许多外国专家，例如爱泼斯坦、沙博理、陈必娣等。在1950年代，友谊宾馆一度住有数千位外国专家，但随着时局变化，到1980年代剩下近千名外国专家居住，到2000年代初锐减至数十人，到2010年代初仅剩十多人。
原国家外国专家局设在北京友谊宾馆5号楼（悦宾楼）。
北京友谊宾馆经常接待每年“全国两会”代表团。

## 历史
1953年9月，为解决建国初期援华苏联专家的居住问题，周恩来总理下达批示，要求保证在1954年入冬以前完成一千两百名专家的住宅建设任务。同年10月9日，邓小平批准财政部下达1000亿元修建西郊专家招待所。清华大学建筑系和北京市建筑设计院组成的规划设计组与此同时展开了招待所的设计。
1954年9月20日，西郊招待所主楼（今北京友谊宾馆贵宾楼）建成投用。同年12月，南北配楼建成。
1956年3月9日，经时任国务院秘书长习仲勋批准，西郊招待所（第二招待所）改名为“北京友谊宾馆”。该名称一直沿用至今。
1960年7月20日后，因中苏关系恶化，苏联专家大批撤离中国，北京友谊宾馆居住人数减少。按照中央关于精简组织结构和人员的指示，北京友谊宾馆的组织结构亦相应做出调整。
1966年6月，经国管局批准，北京友谊宾馆北馆转让给中国科学院使用。同年12月3日，友谊宾馆设立革命师生接待站，承担4000余名红卫兵的接待任务。
1973年2月27日，经上级批准，北京友谊宾馆被移交至北京市第一服务局。后来北京友谊宾馆又被调至北京市饭店总公司。
1986年5月，北京友谊宾馆经国家批准，又被转划到国家外国专家局，回到国家级机关的掌控。
20世纪80年代，北京友谊宾馆的友谊宫（当时又称友谊剧场）因剧场演出布置失误而发生大火被烧毁。友谊宫因北京友谊宾馆当时的能力有限，加之外界的动乱等因素影响，使得北京友谊宾馆一直没能实施对友谊宫的修复。1990年，友谊宫开始复建，至1993年完工并恢复使用，其功能由剧场转为餐厅。
2000年，经上级批准，北京友谊宾馆隶属机构由国家外专局变更为国务院机关事务管理局。

## 北戴河友谊宾馆
北京友谊宾馆北戴河友谊宾馆，原名北京市北戴河友谊宾馆，位于河北省秦皇岛市北戴河区鹰角路1号。该宾馆由北京友谊宾馆投资管辖。